# Konflikt asymetryczny
Konflikt asymetryczny – starcie dwóch odmiennych typów organizacji, sposobów myślenia i działania, a często także nawet sposobów życia.
Wbrew potocznemu rozumieniu konfliktu asymetrycznego nie można sprowadzać do starcia zbrojnego przy niewspółmiernej różnicy potencjałów – strony silniejszej ze słabszą pod względem liczebności, techniki czy wyszkolenia. Termin ten oznacza raczej sposób działania niż wielkość użytych sił. O asymetryczności wojny czy konfliktu stanowi istnienie fundamentalnych między stronami różnic, które determinują podejście do konfrontacji zbrojnej. Przeciwnik asymetryczny dąży zazwyczaj do takiego rozegrania konfliktu, aby druga strona nie zdecydowała się na wykorzystanie swojej przewagi, nawet gdy jest to możliwe ze względów taktycznych czy technicznych. Asymetryczność może być ujęta jako sytuacja, w której jedna ze stron korzysta z takich środków prowadzenia działań, aby druga strona nie mogła wykorzystać w pełni swojego potencjału militarnego, w szczególności ze względu na ograniczenia prawnomiędzynarodowe.

## Amerykańskie działania w Somalii jako przykład konfliktu asymetrycznego
Modelowym przykładem konfliktu asymetrycznego były zajścia w trakcie amerykańskiej operacji Restore Hope w Somalii od grudnia 1992 roku do maja 1993, stanowiącej próbę pomyślnego zakończenia oenzetowskiej misji pokojowej UNOSOM I. Lokalni watażkowie zorientowali się, że w odróżnieniu od milicji klanowych, doskonale uzbrojony i wyszkolony, ale nieliczny przeciwnik niechętnie otwiera ogień, gdy istnieje ryzyko spowodowania strat wśród ludności cywilnej. Obserwacja ta stała się fundamentem nowej taktyki zastosowanej do wypierania wojsk amerykańskich z zajmowanych pozycji. Amerykańskie oddziały przestali atakować bojówkarze, którzy zazwyczaj nie byli w stanie odnieść sukcesu i ponosili duże straty. Zaczęły je za to „atakować” napierające tłumy setek, a czasem nawet tysięcy osób, głównie kobiet i dzieci. Żołnierze nie decydowali się na otwarcie ognia do nieuzbrojonych cywilów (co wykluczały rozkazy), skutkiem czego pod naporem tłumu utracono część pozycji. Kierujący tłumem i organizujący go watażkowie zbudowali w ten sposób „przewagę asymetryczną”. O sukcesie Somalijczyków w walce nie zdecydowała większa od przeciwnika siła ognia czy wyższy poziom umiejętności wojskowych, lecz posłużenie się działaniem o zupełnie innym charakterze. Żołnierze USA mogli albo strzelać do tłumu, albo wycofać się. Jako że z powodu samoograniczenia się – z różnych przyczyn: etycznych, politycznych, społecznych – wojsk amerykańskich pierwsze rozwiązanie nie wchodziło w grę, pozostało jedynie wycofanie się. Zastosowany w Mogadiszu i uznawany za modelowy sposób myślenia prowadzący do podejmowania działań o charakterze asymetrycznym zaczął być szybko kopiowany w różnych wariantach na całym świecie, prowadząc do najróżniejszych form ataków – także o charakterze czysto terrorystycznym.